# Berchères-les-Pierres
Berchères-les-Pierres ist eine französische Gemeinde mit 1.000 Einwohnern (Stand: 1. Januar 2022) im Département Eure-et-Loir in der Region Centre-Val de Loire. Sie gehört zum Arrondissement Chartres und zum Kanton Chartres-2.

## Geographie
Berchères-les-Pierres liegt etwa acht Kilometer südöstlich von Chartres. Umgeben wird Berchères-les-Pierres von den Nachbargemeinden Gellainville im Nordwesten und Norden, Sours im Nordosten, Prunay-le-Gillon im Osten und Südosten, Theuville im Süden, Dammarie im Süden und Südwesten, Corancez im Südwesten und Westen sowie Morancez im Westen.
Die Route nationale 154 bildet die nordöstliche Gemeindegrenze.

## Bevölkerungsentwicklung
| Jahr                       | 1962 | 1968 | 1975 | 1982 | 1990 | 1999 | 2006 | 2020 |
| Einwohner                  | 612  | 670  | 728  | 711  | 882  | 916  | 957  | 969  |
| Quellen: Cassini und INSEE |      |      |      |      |      |      |      |      |

## Sehenswürdigkeiten
- Kirche Notre-Dame aus dem 12. Jahrhundert
- Haus La Grand Maison mit Portal aus dem 13. Jahrhundert
- Dolmen La Pierre Nochat
- Windrad von Auguste Bollée, seit 1993 Monument historique

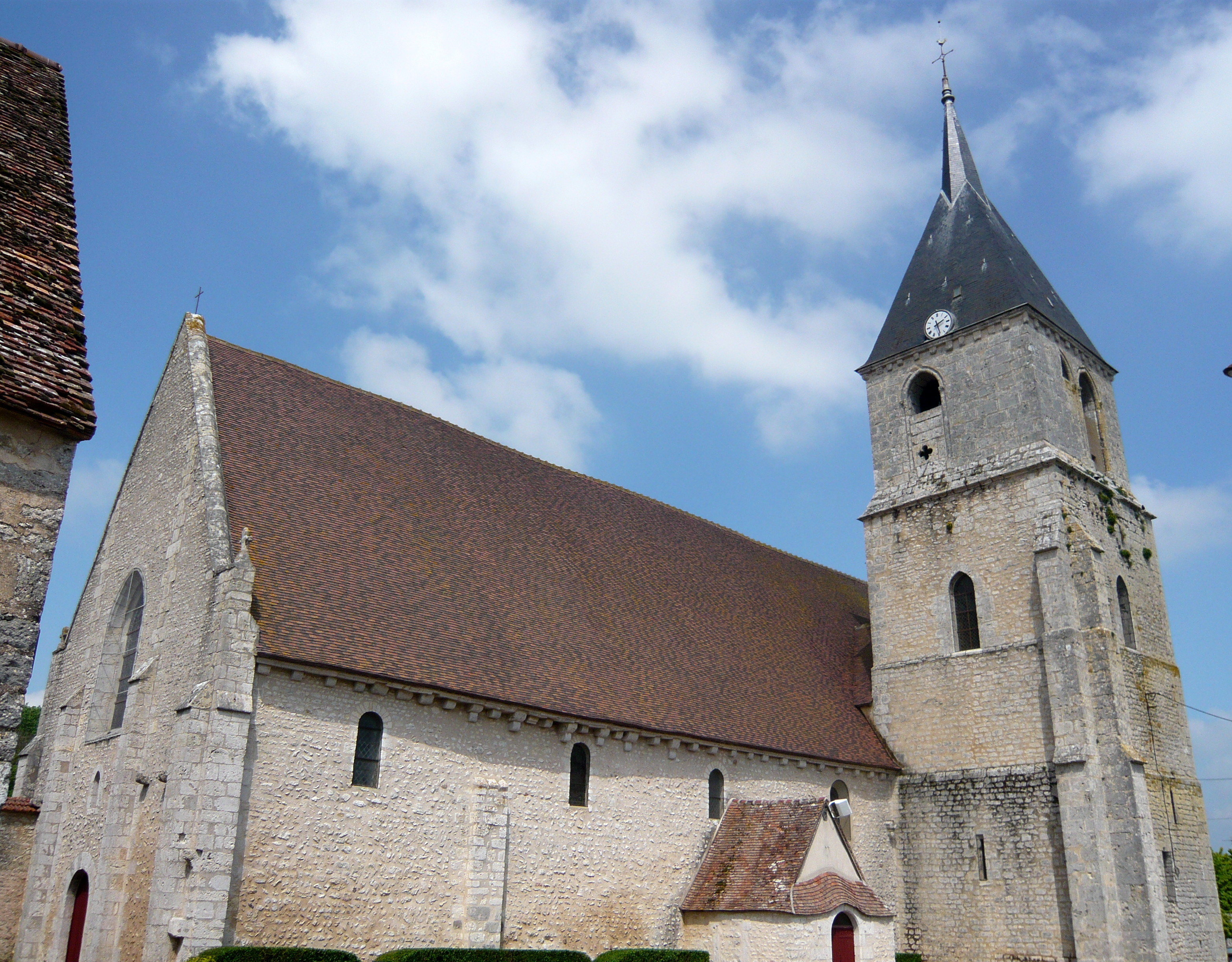
Kirche Notre-Dame
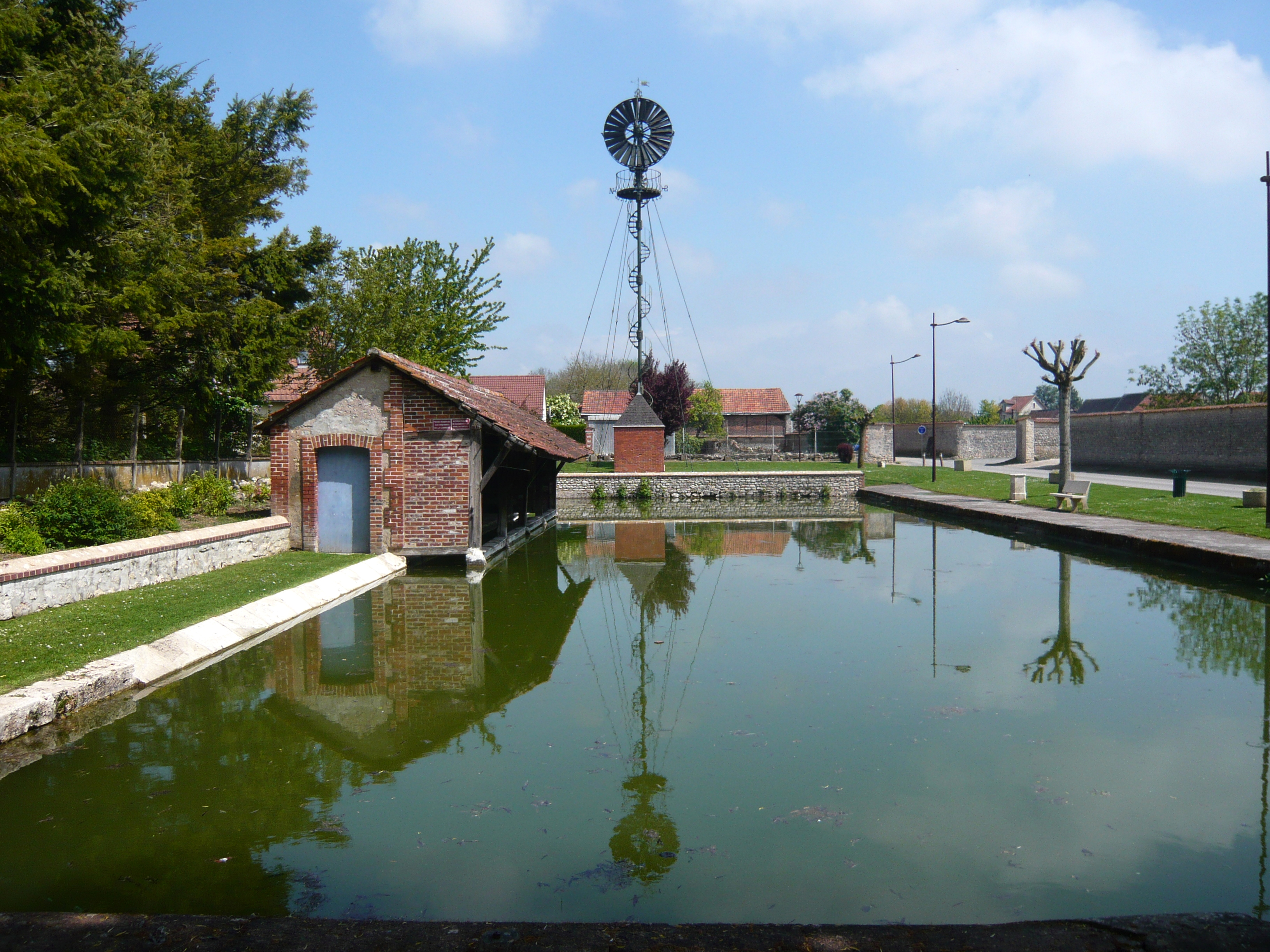
Windrad von Auguste Bollée
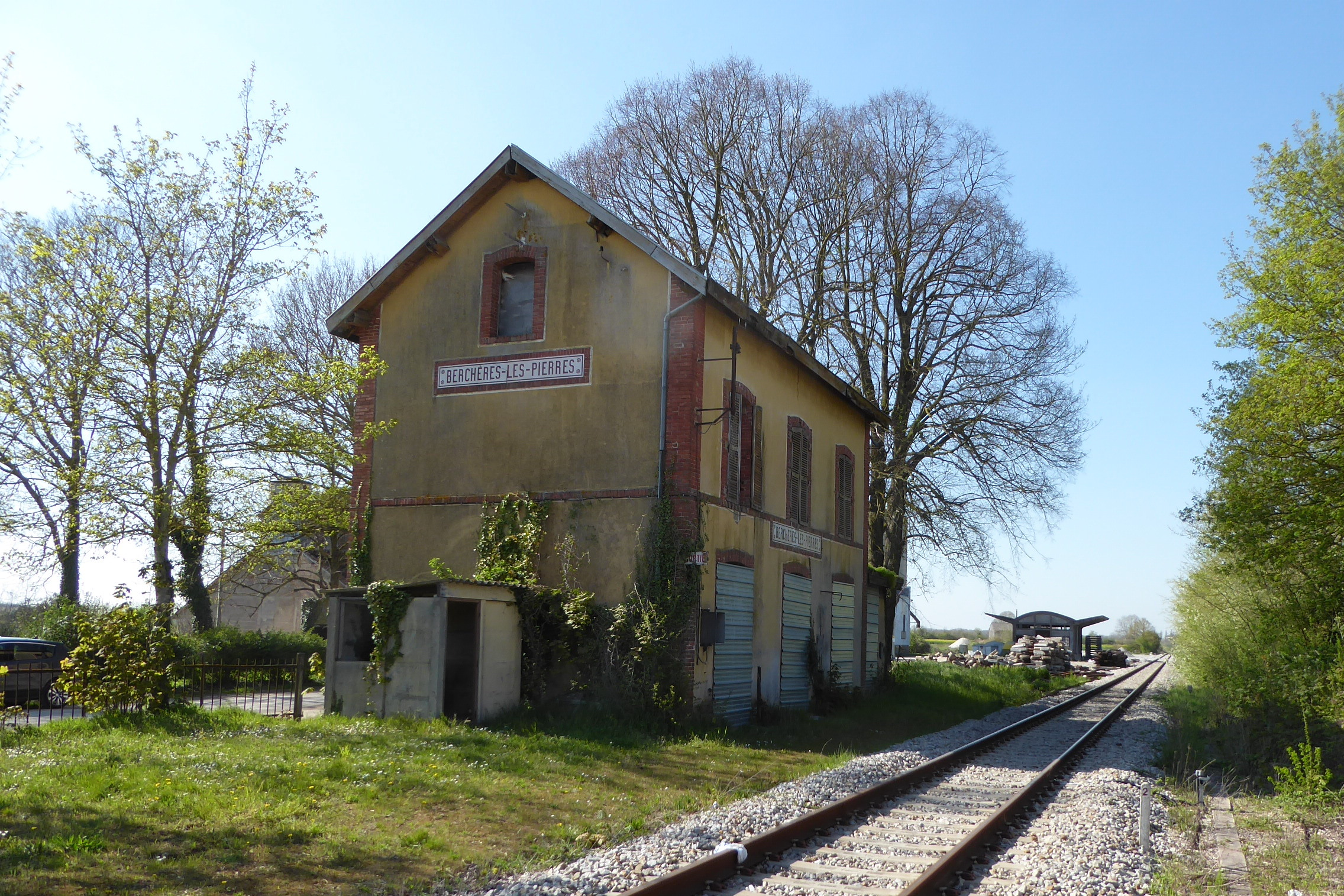
Bahnhof
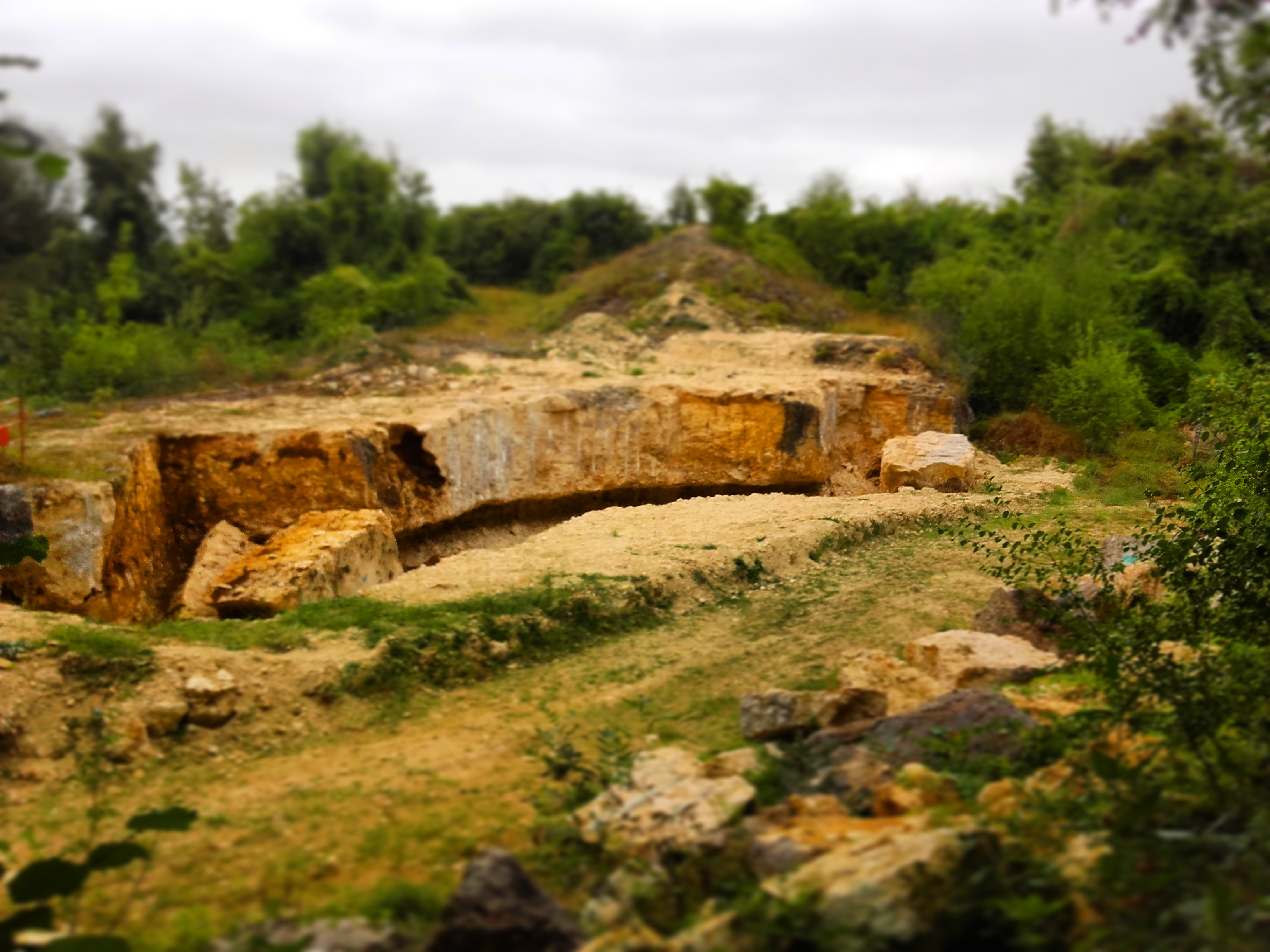
Steinbruch
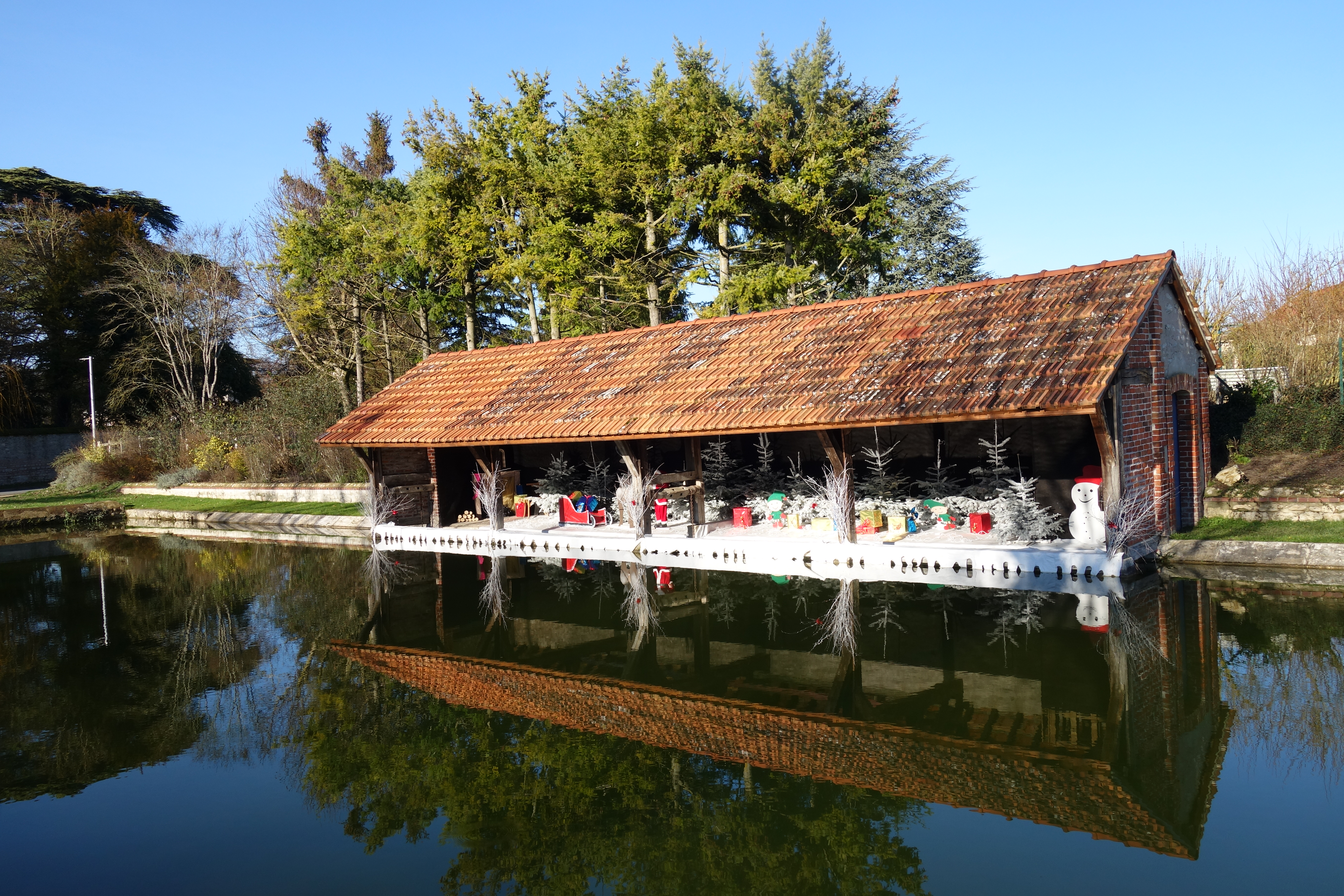
Ehemaliges öffentliches Waschhaus
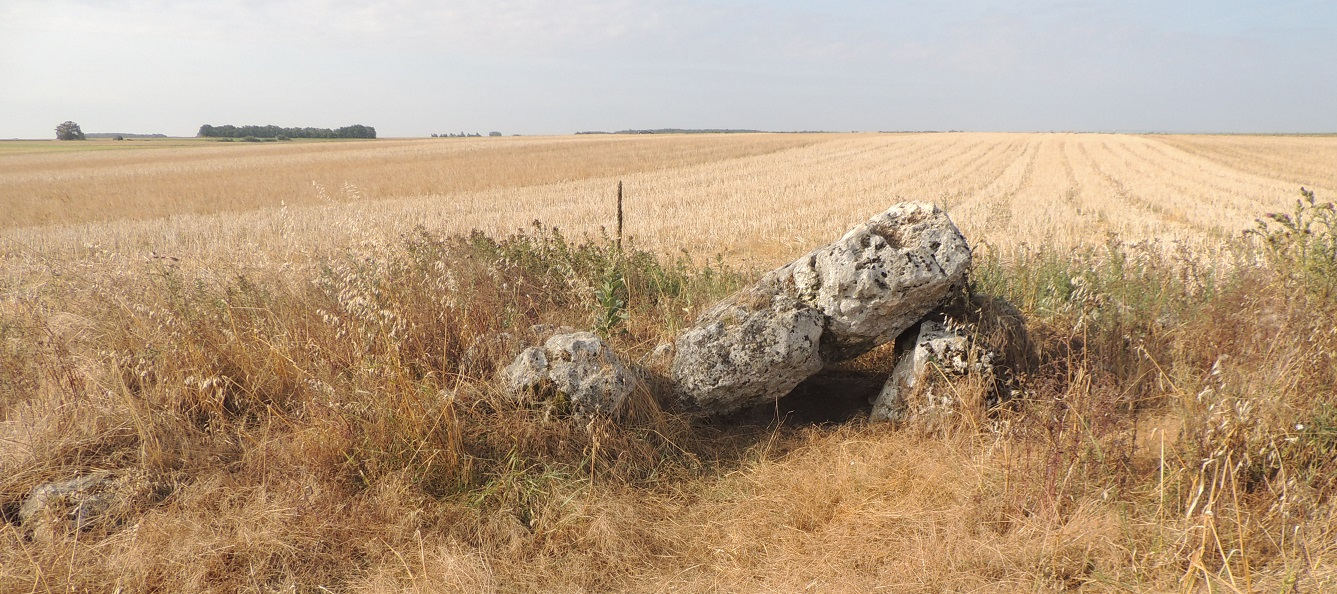
Dolmen la Pierre Nochat